# Sonnenwärmekraftwerk Ivanpah
Das Ivanpah Solar Electric Generating System (ISEGS) ist ein Sonnenwärmekraftwerk in der Mojave-Wüste im nordöstlichen San Bernardino County (Kalifornien), 60 km südwestlich von Las Vegas. Mit einer Nennleistung von 392 MW war es Anfang 2014 das weltgrößte Sonnenwärmekraftwerk. 173.500 Heliostaten (mit je zwei Spiegeln) fokussieren die Sonnenstrahlung auf drei Solartürme. Das Projekt wurde von der auf Solarkraftwerke spezialisierten israelischen BrightSource Energy und der amerikanischen Bechtel Corporation durchgeführt.
Aufgrund Unwirtschaftlichkeit sollen die Anlagen nach Auflösung der langfristigen Lieferverträge und erfolgter Zustimmung der California Public Utilities Commission (CPUC) ab Frühjahr 2026 geschlossen werden. Es gibt Überlegungen, an diesem Standort eine herkömmliche Photovoltaikanlage zu bauen.

## Die Anlage
Für den ersten der drei Kraftwerksblöcke wurde die bis dahin größte mit Solartechnik angetriebene Dampfturbinen-Generator-Einheit in Auftrag gegeben. BrightSource Energy lieferte hierzu die Solarturmtechnologie Luz Power Tower 550 technology (LPT 550). Die verwendete Dampfturbine SST-900 von Siemens leistet 123 MW. Der Baubeginn war im Oktober 2010. Im Oktober 2013 speiste der erste Bauabschnitt im Testbetrieb erstmals Strom in das Netz ein, Eröffnungsdatum war der 13. Februar 2014.
Die Leistung von 392 MW setzt sich aus drei Anlagen zusammen: 126 MW und zweimal 133 MW. Die Reflexionsfläche je Heliostat beträgt 15,2 m² und die Gesamtreflexionsfläche 2,6 Mio. m². Der geschlossene Dampfkreislauf benötigt 0,11 Liter Wasser je Kilowattstunde, für Kohlekraftwerke sind es 1,7 bis 2 l/kWh und bei Kernkraftwerken 2,7 l/kWh. Bei zeitweiser Bewölkung wird mit Gas die Temperatur aufrechterhalten. Vom aus öffentlichem Grund zur Verfügung gestellten und reservierten Land in der Mojave-Wüste, einer niederschlagsarmen Region mit 33 mm Jahresniederschlag, wurden schlussendlich 8 % für diese Anlage genutzt. Mit der angewandten Technologie konnte man je Fläche mehr Leistung erzielen als mit einer Photovoltaik-Anlage.

## Inbetriebnahme und Betrieb
Nach drei Jahren Bauzeit und einem sechsmonatigen Probelauf ging die Anlage am 13. Februar 2014 ans Netz. Die Baukosten betrugen 2,18 Mrd. US-Dollar.
Die benutzte Technologie sollte gegenüber Photovoltaik den Vorteil bieten, dass vorwiegend konventionelle Aggregate und Komponenten verbaut werden, was die Anfangs- und Betriebskosten senken sollte. Es war zunächst ein Personalbestand aus 65 Mitarbeitern im 24-Stunden-Schichtbetrieb vorgesehen. Diese Anzahl sollte durch zunehmende Automatisierung mit zunehmender Betriebszeit sinken. Es war vorgesehen, dass Roboter die Spiegel reinigen und vor Unkraut und Kleingebüsch schützen.
Der Standort des 16 Quadratkilometer großen Kraftwerksprojekts liegt an der Interstate 15, nördlich der Siedlung Ivanpah, unweit der Grenze zwischen Kalifornien und Nevada. Am gewählten Standort lag das Verteilernetz des Hoover-Kraftwerks in der Nähe.
Das Energieministerium der Vereinigten Staaten unterstützte das Projekt mit einer Kreditbürgschaft über 1,375 Mrd. US-Dollar, die größte, die je für ein Solarprojekt genehmigt wurde. Die Gesamtkosten des Vorhabens wurden nicht veröffentlicht. BrightSource hat Verträge, nach denen etwa zwei Drittel der erzeugten Energie an die Pacific Gas and Electric verkauft werden und der Rest an die Southern California Edison.
Alle drei Kraftwerke erzeugen nach offiziellen Angaben 1079,2 GWh elektrische Energie pro Jahr. Damit hätten die Kraftwerke ca. 2800 Volllaststunden pro Jahr. Die beim Bau weltweit größte Anlage blieb in den USA die größte gebaute Anlage.
Die Positionierung der Heliostaten stellte sich schon in den ersten Monaten als wichtigstes Betriebsproblem heraus. Unkontrollierte Spiegelverdrehungen konnten nur nachts kontrolliert und repariert werden, da die Umgebungshitze Tagesarbeit verhindert. Nach einem Vierteljahr Netzbetrieb waren 3 bis 5 % der Spiegel nicht mehr exakt ausgerichtet. Außer dem Leistungsverlust kann die Fehlreflexion für Außenmitarbeiter und besonders durch Blendung für Autofahrer der nahe gelegenen Autobahn gefährlich sein. Das japanische Unternehmen Nihon Dengyo Kosa hat eine Videoüberwachungslösung entwickelt, um fehlerhafte Heliostaten zu erkennen und der Betriebszentrale zu melden, was zunächst nicht realisiert wurde. Eine Analystin von Bloomberg sprach 2025 von hohem technischem Aufwand im Betrieb. Zudem erklärte sie, zu der Zeit, als Ivanpah gebaut wurde, „hätte sich niemand wirklich träumen lassen, dass Photovoltaik derart billig sein würde.“ Die Preise seien laut dem Sprecher des Betreibers NRG im 2009 bei den Vertragsunterzeichnungen wettbewerbsfähig gewesen.
Im Januar 2025 gab der Betreiber bekannt, dass Verhandlungen über die Stromabnahmeverträge geführt worden seien und mit deren vorzeitigen Beendigung die Gebührenzahler von Pacific profitieren würden. Mit Southern California Edison sei man im Gespräch.

### Nicht realisierte weitere Anlagen

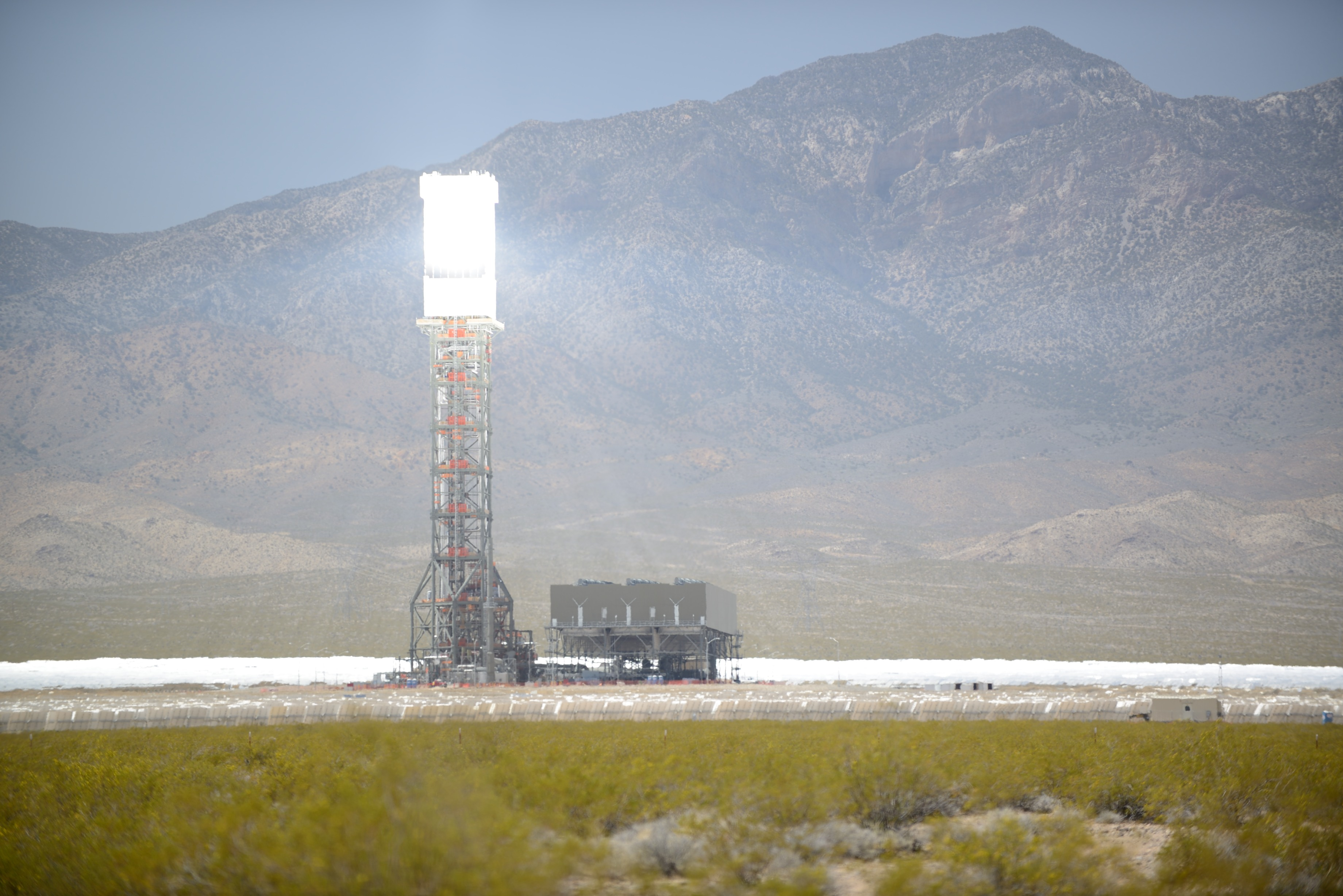
Ein in Betrieb genommener Turm

Der Betreiber plante mit den gewonnenen Erfahrungen eine Anlage mit gleicher Technologie in Südkalifornien nahe Arizona zu errichten mit zwei Einheiten und 485 MW Leistung. Es gab Schwierigkeiten mit den erforderlichen Genehmigungen. Weitere geeignete Gegenden mit hoher Sonneneinstrahlung waren weit von den Versorgungsgebieten entfernt, sodass ein Betreiber sein eigenes Stromtransportnetz teuer und langwierig hätte aufbauen müssen. Die Einsprüche zu den notwendigen Genehmigungen in Kalifornien mit seiner Umweltgesetzgebung sind vielschichtig.

## Umweltauswirkungen
Nach Angaben des Betreiber-Konsortiums sollte Ivanpah in seiner ursprünglich geplanten 30-jährigen Laufzeit 13,5 Millionen Tonnen Kohlenstoffdioxid  einsparen. Gegner kritisierten den großen Flächenbedarf des Projekts und die hohen Baukosten. Schon während der monatelangen Testphase waren zudem dutzende Vögel gestorben. Unter den Vögeln befanden sich beispielsweise ein Wanderfalke, ein Taucher, zwei Habichte, vier Nachtfalken sowie eine ganze Reihe von Waldsängern und Sperlingen. Einige der toten Vögel hatten die Federn angesengt.
Vogelexperten gehen davon aus, dass ein Teil der Vögel entweder im Flug mit den Gebäudeteilen kollidiert oder die schimmernden Flächen für einen See hält, sich nach der Landung in den Spiegelstrukturen verfängt und nicht mehr entkommt. Ein großer Teil der Vögel scheint aber durch die große Hitze beim Durchfliegen der gebündelten Sonnenstrahlen zu Tode zu kommen. Diese Tiere haben inzwischen den Beinamen Streamers bekommen, weil einige sogar Feuer fangen und Rauchwolken am Himmel hinterlassen. In einer zweijährigen Studie wollten die zuständigen Staats- und Bundesaufseher die Auswirkungen der Anlage auf die Vogelwelt beobachten. Die Zahl der gestorbenen Vögel muss der Betreiber an die Californian Energy Commission melden. Als erste Gegenmaßnahme sollten Vögel durch Raubvogelrufe vergrämt werden. Laut Welt Online würden Umweltschützer die Zahl der jährlich getöteten Vögel im Jahr 2014 mit bis zu 28.000 angeben, während die Betreiberfirma von höchstens 1.000 Vögeln jährlich sprach. Nach dem ersten Betriebsjahr ging man von rund 3.500 getöteten Vögeln aus. Die später im Jahr 
2016 geschätzten Zahlen gingen von rund sechstausend Vögeln pro Jahr aus, wobei die bekannten Todesursachen geringer waren als die Unbekannten. Eine Studie im 2016 verglich die Zahlen für die gesamten Solarkraftwerke mit der Mortalität bei fossilen Kraftwerken im Verhältnis zur produzierten Energie und attestierte der Solarenergie bedeutend weniger Schadenspotenzial.

## Eingespeiste Energie
Ivanpah speiste folgende Energiemengen in GWh ein.
| Jahr | Ivanpah 1 | Ivanpah 1 | Ivanpah 1     | Ivanpah 2 | Ivanpah 2 | Ivanpah 2     | Ivanpah 3 | Ivanpah 3 | Ivanpah 3     | ISEGS Gesamt | ISEGS Gesamt | ISEGS Gesamt |
| Jahr | Sonne     | Erdgas    | Gesamt Werk 1 | Sonne     | Erdgas    | Gesamt Werk 2 | Sonne     | Erdgas    | Gesamt Werk 3 | Sonne        | Erdgas       | Gesamt       |
| ---- | --------- | --------- | ------------- | --------- | --------- | ------------- | --------- | --------- | ------------- | ------------ | ------------ | ------------ |
| 2014 | 151,97    |           | 151,97        | 129,26    |           | 129,26        | 137,86    |           | 137,86        | 419,09       |              | 419,09       |
| 2015 | 201,07    | 8,90      | 209,98        | 210,52    | 8,53      | 219,04        | 215,57    | 8,53      | 224,10        | 627,16       | 25,96        | 653,12       |
| 2016 | 243,48    | 12,18     | 255,66        | 190,41    | 9,27      | 199,68        | 236,68    | 11,02     | 247,70        | 670,58       | 32,46        | 703,04       |
| 2017 | 228,14    | 11,39     | 239,53        | 226,85    | 9,97      | 236,82        | 231,91    | 11,88     | 243,79        | 686,90       | 33,24        | 720,14       |
| 2018 | 231,14    | 11,33     | 242,48        | 264,01    | 13,05     | 277,05        | 266,34    | 9,99      | 276,33        | 761,49       | 34,37        | 795,86       |
| 2019 | 234,24    | 8,80      | 243,04        | 258,46    | 13,18     | 271,64        | 246,78    | 10,75     | 257,54        | 739,48       | 32,73        | 772,21       |
| 2020 | 270,94    | 14,19     | 285,13        | 269,14    | 13,40     | 282,55        | 275,73    | 12,89     | 288,62        | 815,82       | 40,48        | 856,30       |
| 2021 | 223,36    | 11,76     | 235,15        | 242,09    | 10,25     | 252,35        | 240,25    | 11,97     | 252,22        | 705,70       | 34,02        | 739,72       |
| 2022 | 217,60    | 5,17      | 222,77        | 261,33    | 6,01      | 267,35        | 273,69    | 5,35      | 279,05        | 752,62       | 16,54        | 769,16       |

Das „Fossil Backup“ wird aus Erdgas zur Verfügung gestellt und bietet bis zu 5 % der Gesamtleistung.